# Hugo Scheltema
Hugo Scheltema (Haarlem, 11 juni 1918 – Den Haag, 1 september 1996) was een Nederlands diplomaat en onder meer ambassadeur in Irak, Indonesië en België. Zijn laatste post was Permanent Vertegenwoordiger bij de Verenigde Naties te New York.

## Jeugd
Scheltema werd geboren als telg uit het geslacht Scheltema en zoon van tabakshandelaar Hugo Scheltema (1890-1939) en van Adelaide Gertruida Wenckebach (1893-1986). Hij was een kleinzoon van de kunstschilder en grafisch ontwerper Ludwig Willem Reymert Wenckebach. In zijn jeugd verhuisde de familie naar de Midden Duin en Daalseweg 3 in Bloemendaal, in een door de architekt Johan Wilhelm Hanrath gebouwde villa. Hij doorliep tijdens zijn middelbareschooltijd het Gymnasium A. van het Kennemer Lyceum. Hij trouwde met Catharina Sophia (Ineke) Scheltema-Hellingman (1922-2022); ze kregen een zoon en een dochter en zoon Gajus Scheltema werd ook ambassadeur.

## Studie en eerste werkkring
In 1937 ging hij rechten studeren aan de Universiteit Leiden waar hij onder meer lid werd van LSV Minerva. In die tijd schreef hij onder meer gedichten en was hij actief als redacteur van het studentenblad Virtus. Aangezien de universiteit in 1941 door de Duitsers werd gesloten, studeerde hij in 1941 af in Groningen. Zijn eerste (kortstondige) baan was bij de levensverzekeringsmaatschappij de Nederlanden van 1845. Vervolgens werd hij advocaat op het kantoor Vosselman te Amsterdam (waardoor hij kon worden vrijgesteld van arbeidsdienst in Duitsland).

## Diplomatieke carrière
In 1945, vrij snel na de bevrijding, deed hij het eerste toelatingsexamen voor het ministerie van Buitenlandse Zaken. Na een jaar op het departement (Directie Protocol) te hebben gewerkt, werd hij uitgezonden naar China waar hij als attaché werkzaam was op de ambassade, die indertijd eerst in Chongqing en later in Nanjing was gevestigd. Een briefwisseling van hem met zijn familie en vrienden uit die periode is in kleine kring uitgegeven.
Na China slaagde hij voor zijn tweede toelatingsexamen voor de Buitenlandse Dienst, waarna hij wederom op het ministerie kwam te werken, bij de Directie VN en WEU zaken (1948-1951). Op 7 juni 1949 trouwde hij met Catherina Sophia Hellingman (1922). Hij werkte vervolgens bij de Permanente Vertegenwoordiging bij de Verenigde Naties te New York (1951-1955), het Hoge Commissariaat in Jakarta (1955-1956) en  weer op het ministerie (Directie Internationale Organisaties). In New York werden hun twee kinderen geboren: een zoon, Hugo Gajus (1952), en een dochter, Margaretha Antoinette (Margot) Scheltema (1954). In de jaren 1961-1966 werkte hij bij de Nederlandse Vertegenwoordiging bij de NAVO te Parijs, waarna zijn eerste plaatsing als ambassadeur te Bagdad volgde (1966-1968). In die periode was de Nederlandse ambassadeur in Irak q.q. nog mede-geaccrediteerd in Saoedi-Arabië, in Koeweit en in de  Golfstaten. Naast het al bestaande consulaat te Jeddah opende Scheltema in die periode een ambassadekantoor in Ryad en een ambassade in Koeweit. Hij was ook de eerste Nederlandse vertegenwoordiger die officiële diplomatieke betrekkingen aanknoopte met de toenmalige Sultan van Oman, Said III bin Taimur, tijdens een bezoek aan Muscat. Daarna werd hij ambassadeur  te Jakarta (1968-1973). In 1971 bracht koningin Juliana met prins Bernhard een staatsbezoek aan Indonesië, de eerste keer in de geschiedenis dat een Nederlands regerend vorst(in) het land bezocht - een jaar eerder was hier al een bezoek van prins Bernhard aan voorafgegaan. Scheltema keerde vervolgens weer terug op het ministerie als ambassadeur in Algemene Dienst (AMAD,  1973-1976), in welke periode hij onder meer betrokken was bij het opzetten van een Surinaamse Buitenlandse Dienst bij de onafhankelijkheidsverklaring van Suriname in 1975. In 1976 hij werd benoemd tot ambassadeur in België (1976-1978). Als laatste standplaats keerde hij terug naar New York, als Permanent Vertegenwoordiger van Nederland bij de Verenigde Naties. In 1979 was hij voorzitter van de ECOSOC en in 1982-1983 voorzitter van de Uitvoerende Raad van UNICEF. In 1983 slaagde Nederland erin om lid te worden voor twee jaar van de Veiligheidsraad. Ambassadeur Scheltema bleef nog een aantal maanden tot aan zijn pensionering in de zomer van dat jaar de Nederlandse zetel bezetten. Hij werd in die functie opgevolgd door oud-minister Max van der Stoel.
Hugo Scheltema was onder meer Commandeur in orde van Oranje-Nassau en ridder in de orde van de Nederlandsche Leeuw.

## Pensioen
Na zijn pensionering ging het echtpaar Scheltema in Den Haag wonen. Hij bleef actief in een groot aantal organisaties en instellingen, waaronder het bestuur van het Nederlands Genootschap voor Internationale Zaken, lid van de Raad van Bestuur van het Koninklijk Instituut voor de Tropen (KIT), de Board of Trustees van het Roosevelt Study Center in Middelburg, bestuurslid van de Stichting Oriënterend Tijdschrift Indonesië (ORION), voorzitter van de Stichting Nederlandsche Raad voor Juridische Samenwerking met Indonesië en bestuurslid van het International Water and Sanitation Centre (IRC). Ook was hij een tijd lang vicevoorzitter van de Stichting Vluchteling, en bestuurslid van Nederland in den Vreemde, het International Fund Sports Disabled (IFSD), de Stichting Sportbelang geestelijk gehandicapten (SGK), de Stichting Blindheidsbestrijding Ontwikkelingslanden, de Stichting Vrienden Hulp Spastici en de Nederlandse Stichting MedicAlert.
Hugo Scheltema overleed te Den Haag op 1 september 1996.